# Aleuritopteris fraser-jenkinsii
Aleuritopteris fraser-jenkinsii är en kantbräkenväxtart som först beskrevs av Thapa, och fick sitt nu gällande namn av Fraser-jenk. och Khullar. Aleuritopteris fraser-jenkinsii ingår i släktet Aleuritopteris och familjen Pteridaceae. Inga underarter finns listade.